# Парк екс-ОМ (Мілан)
Парк екс-OM знаходиться поруч з вул. Джованні Спадоліні, вул. Бацці та вул. Помпео Леоні в м. Мілан (5 зона) і поділений на три частини: парк культури, меморіально-індустріальний парк і парк Веттаббія. Перша з цих частин ще незавершена.